# Leiv Aalen

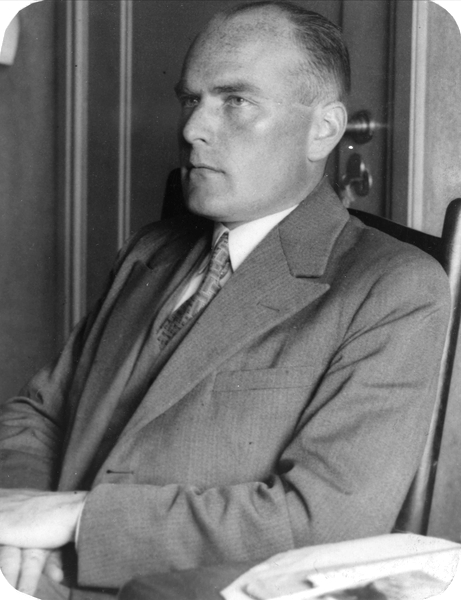
Leiv Aalen, cirka 1935.

Leiv Aalen, född 21 september 1906 i Rennesøy, död 24 januari 1983, var en norsk teolog.
Aalen blev teologie kandidat 1935, var adjunktsstipendiat vid Menighetsfakultetet 1937, utnämndes till docent i systematisk teologi där 1945 och tjänstgjorde som professor 1957–1976. Han blev teologie doktor 1953 på avhandlingen Den unge Zinzendorfs teologi (1952, tysk översättning 1966). Vidare skrev han bland annat Testimonium Spiritus Sancti som teologisk prinsipp (1938), Dåpen og barnet (1945), Bakenfor inferno (1955, tillsammans med Sverre Aalen), och Ord og sakrament (1966). Han förestod en stark luthersk konfessionalism.
Leiv Aalen var bror till teologen Sverre Aalen.